# Condado de Washtenaw
El condado de Washtenaw (en inglés, Washtenaw County) es un condado del estado de Míchigan, Estados Unidos. Tiene una población estimada, a mediados de 2021, de 369 390 habitantes.
La sede del condado es Ann Arbor.

## Geografía
Según la Oficina del Censo, el condado tiene una superficie total de 1870 km², de los que 1830 km² son tierra y 40 km² están cubiertos de agua.

## Condados adyacentes
- Condado de Livingston - norte
- Condado de Oakland - noreste
- Condado de Wayne - este
- Condado de Monroe - sureste
- Condado de Lenawee - suroeste
- Condado de Jackson - oeste
- Condado de Ingham - noroeste

### Principales carreteras y autopistas
- Interestatal 94
- Interestatal 94 B
- U.S. Autopista 12
- U.S. Autopista 12 B
- U.S. Autopista 23
- U.S. Autopista 23 B
- Carretera estatal 14
- Carretera estatal 17
- Carretera estatal 52
- Carretera estatal 153

## Demografía
Según el censo del 2000, en ese momento los ingresos medios de los hogares del condado eran de $51,990 y los ingresos medios de las familias eran de $70,393. Los hombres tenían ingresos medios por $49,304 frente a los $33,598 que percibían las mujeres. Los ingresos medios por habitante eran de $27,173. Alrededor del 11.10% de la población estaba bajo el umbral de pobreza nacional.
De acuerdo con la estimación 2017-2021 de la Oficina del Censo, los ingresos medios de los hogares del condado son de $76,918 y los ingresos medios de las familias son de $110,616. Los ingresos per cápita en los últimos doce meses, medidos en dólares de 2021, son de $45,500. Alrededor del 12.6% de la población está bajo el umbral de pobreza nacional.

## Lugares

### Ciudades
- Ann Arbor
- Chelsea
- Dexter
- Milan (parcialmente)
- Saline
- Ypsilanti

### Villas
- Barton Hills
- Manchester

### Lugares designados por el censo (census-designated places,CDP)
- Whitmore Lake (parcialmente)

### Municipios (townships)
| - Municipio de Ann Arbor - Municipio de Augusta - Municipio de Pittsfield - Municipio de Superior - Municipio de York - Municipio de Ypsilanti | - Municipio de Bridgewater - Municipio de Dexter - Municipio de Freedom - Municipio de Lima - Municipio de Lodi - Municipio de Lyndon - Municipio de Manchester | - Municipio de Northfield - Municipio de Salem - Municipio de Saline - Municipio de Scio - Municipio de Sharon - Municipio de Sylvan - Municipio de Webster |